# Homosexualität in Belize

Die geografische Lage von Belize

Homosexualität ist in Belize in Teilen der Gesellschaft tabuisiert und homosexuelle Handlungen waren bis August 2016 illegal.

## Legalität
Belize war das letzte Land Mittelamerikas, in dem noch Strafgesetze gegen homosexuelle Handlungen existierten. Zwar war 1988 zwischenzeitlich eine Legalisierung in Belize erreicht worden, doch 2003 wurden homosexuelle Handlungen erneut unter Strafe gestellt.
Schwule sexuelle Handlungen waren illegal und konnten mit bis zu zehn Jahren Haft bestraft werden. Lesbische sexuelle Handlungen waren dem Verbot dagegen nie unterworfen. Bekennenden homosexuellen Ausländern wurde die Einreise in das Land verwehrt, was aber vom Gerichtshof der Karibischen Gemeinschaft wegen internationaler Verträge für unanwendbar erklärt wurde.
Am 10. August 2016 hob das Verfassungsgericht das de facto schon nicht mehr durchgesetzte Verbot homosexueller Handlungen auf. Es bezog die sexuelle Orientierung ausdrücklich in die vor Diskriminierung geschützten Eigenschaften ein. Die Regierung legte vor dem Gerichtshof der Karibik Berufung gegen das Urteil ein, wo sie jedoch 2019 endgültig unterlag.

## Anerkennung gleichgeschlechtlicher Paare
Sowohl gleichgeschlechtliche Ehen als auch eingetragene Partnerschaften sind in Belize nicht möglich.

## Gesellschaftliche Situation
Aufgrund der Illegalität wurden homosexuelle Menschen in Belize in den gesellschaftlichen Untergrund gedrängt. Homosexuelle Menschen mussten im Lande ihre Sexualität versteckt leben.
2017 fand die erste offizielle Pride Parade statt.